# 빌타뇌즈 대학역
빌타뇌즈 대학역은 2017년에 개통한 프랑스의 철도역이다.